# Little Bighorn River
Der Little Bighorn River ist ein rechter Nebenfluss des Bighorn River in den Vereinigten Staaten. Er fließt durch die Bundesstaaten Wyoming und Montana und ist durch die Schlacht am Little Bighorn berühmt, die am 25. Juni 1876 etwa fünf Meilen südlich von Crow Agency in Montana am Ostufer des Flusses stattfand. Dies war einer der wenigen größeren indianischen Siege gegen die U.S. Army. Der Fluss entspringt im äußersten Norden Wyomings, am Nordrand der Bighorn Mountains. Danach fließt er nordwärts nach Montana, durch die Crow Reservation, vorbei an der Siedlung Crow Agency und mündet schließlich bei Hardin in den Bighorn River. Der Fluss hat eine Länge von 233 km und entwässert ein Areal von 3350 km². Am Flusslauf liegen die Orte Wyola, Lodge Grass, Garryowen und Crow Agency.

## Verlauf
Der Little Bighorn River entspringt an der Ostflanke des Bald Mountain in den nördlichen Bighorn Mountains im Sheridan County in Wyoming auf einer Höhe von etwa 2700 m, etwa 30 km östlich von Kane und 28 km nördlich von Shell. Von dort fließt er zunächst in nordöstliche Richtung durch den Bighorn National Forest und erhält mit Dry Fork Little Bighorn River und West Fork Little Bighorn River größere Zuflüsse. Der Fluss verlässt den Nationalforst, erreicht das Big Horn County in Montana und fließt durch die nordöstlichen Ausläufer der Bighorn Mountains bis in die Prärien Südmontanas. Bei Wyola erhält der Little Bighorn River Zufluss vom Pass Creek und verläuft nun in nördliche Richtung durch die nördlichen Great Plains. Zudem folgen ab Wyola Interstate 90, U.S. Highway 87 und Montana State Highway 451 dem Flussverlauf. Vor Lodge Grass erhält der Little Bighorn mit Owl Creek von rechts und Lodge Grass Creek von links seine längsten Zuflüsse und verläuft mäandrierend durch die Crow Reservation in nördliche Richtung. Weiter flussabwärts passiert der Fluss Crow Agency und wendet sich leicht nach Nordwesten, bevor er unmittelbar östlich von Hardin auf einer Höhe von 878 m in den hier nach Norden fließenden Bighorn River mündet.

## Hydrologie
Der Little Bighorn River ist als Nebenfluss des Bighorn River Teil des Einzugsgebietes des Yellowstone River, der über Missouri und Mississippi in den Golf von Mexiko entwässert. Das Einzugsgebiet des Little Bighorn River hat eine Fläche von etwa 3350 km² und grenzt an die Einzugsgebiete von Tullock Creek im Norden, Rosebud Creek im Osten, Tongue River im Südosten, Shell Creek und Porcupine Creek im Südwesten sowie Black Canyon Creek und Rotten Grass Creek im Nordwesten. Der mittlere Abfluss am Pegel oberhalb der Mündung beträgt 7,86 m³/s, die größten Abflüsse finden sich in den Monaten Mai und Juni.